# Mihajło Ristowski
Mihajło Ristowski, mk. Михајло Ристовски (ur. 3 marca 1983 w Strudze) – macedoński pływak, olimpijczyk. Wystąpił w igrzyskach olimpijskich w 2008 roku, w Pekinie. Nie zdobył żadnych medali.

## Letnie Igrzyska Olimpijskie 2008 w Pekinie
| Konkurencja           | Eliminacje | Eliminacje | Finał                          | Finał                          | Klas. końcowa | Klas. końcowa |
| Konkurencja           | Czas       | Miejsce    | Czas                           | Miejsce                        | Czas          | Miejsce       |
| --------------------- | ---------- | ---------- | ------------------------------ | ------------------------------ | ------------- | ------------- |
| 200 m stylem dowolnym | 1:57.45    | 55         | → Odpadł z dalszej rywalizacji | → Odpadł z dalszej rywalizacji | 1:57.45       | 55            |